# Felipe Yofre
Felipe Yofre (Córdoba, 2 de septiembre de 1848 - Buenos Aires, 1939) fue un abogado y político argentino, que ejerció diversos cargos políticos y judiciales, entre ellos el de Ministro del Interior y brevemente Ministro de Relaciones Exteriores durante la segunda presidencia de Julio Argentino Roca.

## Biografía
Hijo de un destacado dirigente del Partido "Ruso" de su provincia, se recibió de abogado en la Universidad Nacional de Córdoba. Participó en la política de su provincia durante los años 1870 y fue elegido diputado nacional en 1880. Participó activamente en los debates que llevaron a la Federalización de Buenos Aires como capital federal de su país. En los años siguientes tuvo una activa participación en la ley que creó el Territorio Nacional de Misiones.
En 1886 fue juez de la Cámara de Apelaciones de la Capital Federal, cargo que ocupó durante varios años. En 1893 fue nombrado senador nacional por su provincia natal; fue el autor de la ley que creó del Departamento Nacional de Minas y Geología; fue también el creador de Lotería Nacional.
Renunció a su banca en el Senado para asumir como Ministro del Interior del presidente Julio Argentino Roca. Durante su gestión creó las bases legales por las cuales se extendió la organización municipal en todo el país, y particularmente las primeras organizaciones municipales en los Territorios Nacionales. Hizo sancionar varias leyes tendientes a la organización de los Territorios Nacionales, y los dotó de recursos económicos suficientes para una gestión administrativa autónoma. Durante su gestión se sancionó la Ley de Residencia, que facultaba al Poder Ejecutivo Nacional a expulsar a cualquier extranjero que fuera considerado indeseable, con la intención de combatir el sindicalismo incipiente, y también los atentados de los activistas anarquistas. Creó también la primera colonia indígena nacional en el Territorio Nacional del Chaco.
Durante varios meses fue Ministro de Relaciones Exteriores interino, reemplazando al canciller Amancio Alcorta, que debía dedicar todas sus energías a solucionar los diferendos limítrofes con Chile. Renunció a su cargo como Ministro del Interior para dedicarse enteramente al de Relaciones Exteriores. Durante su gestión se solucionó el Litigio de la Puna de Atacama, con el Laudo del representante de los Estados Unidos en Buenos Aires, William Buchanan. Sin su participación, se detuvo la carrera armamentista de ambos países gracias al encuentro del presidente Roca con su par chileno, Federico Errázuriz, que se produjo a bordo de un buque en el Estrecho de Magallanes. Por orden de Yofre, el delegado argentino a la conferencia panamericana de Ciudad de México de 1901 aconsejó a Colombia y Venezuela someter a un arbitraje de algún jefe de Estado extranjero, lo que fue interpretado por Chile como peligroso para sus pretensiones a conservar el territorio en disputa con Perú. La actitud del gobierno chileno, que pareció reiniciar las hostilidades, precipitó la salida del canciller Yofré, que fue reemplazado por Luis María Drago; éste impulsó los Pactos de Mayo, que terminaron por alejar la posibilidad de una guerra entre ambos países.
En 1904 fue uno de los personajes propuestos para ser presidente de la Nación por dirigentes notables del Partido Autonomista Nacional. Prevaleció la postura de nombrar a un antiguo partidario de Bartolomé Mitre, con la intención de absorber completamente el partido de éste en el partido hegemónico.
En 1905 fue nombrado senador nacional, cargo al que renunció dos años más tarde para alejarse de toda actuación política. Falleció en Buenos Aires en 1939.
La localidad de Felipe Yofre, en la Provincia de Corrientes, lleva su nombre en honor a este ministro.